# Alexander Macomb House
La Alexander Macomb House è stata una casa d'abitazione eretta nel XVIII secolo posta al n. 39–41 di Broadway a Manhattan che servì come seconda residenza presidenziale. Il presidente George Washington la occupò dal 23 febbraio al 30 agosto  1790, nel corso dei due anni in cui New York City fu capitale degli Stati Uniti.
Alexander Macomb (1748–1831) era un mercante americano di discendenza irlandese ed uno speculatore terriero. Egli costruì una casa a quattro piani a Broadway nel 1786–1788. Macomb la affittò poi al plenipotenziario francese Elénor-François-Elie, conte di Moustier, che la occupò sino al suo ritorno a Parigi all'inizio del 1790. Il presidente Washington trovò il luogo adatto per accogliere la nuova residenza presidenziale ed i suoi uffici e da subito iniziò a trasferirvi mobili, specchi e tappeti oltre ad acquistarne di nuovi col proprio denaro. Alcuni di questi oggetti sono ancora oggi visibili alla sua residenza di Mount Vernon.
La prima casa presidenziale era stata la Samuel Osgood House al n.3 di Cherry Street a Manhattan, casa che Washington occupò dal 23 aprile 1789 al 23 febbraio 1790. Rispetto alla precedente abitazione, ad ogni modo, la nuova casa era significativamente più grande, nei pressi di Bowling Green, con una splendida visuale sul fiume Hudson.

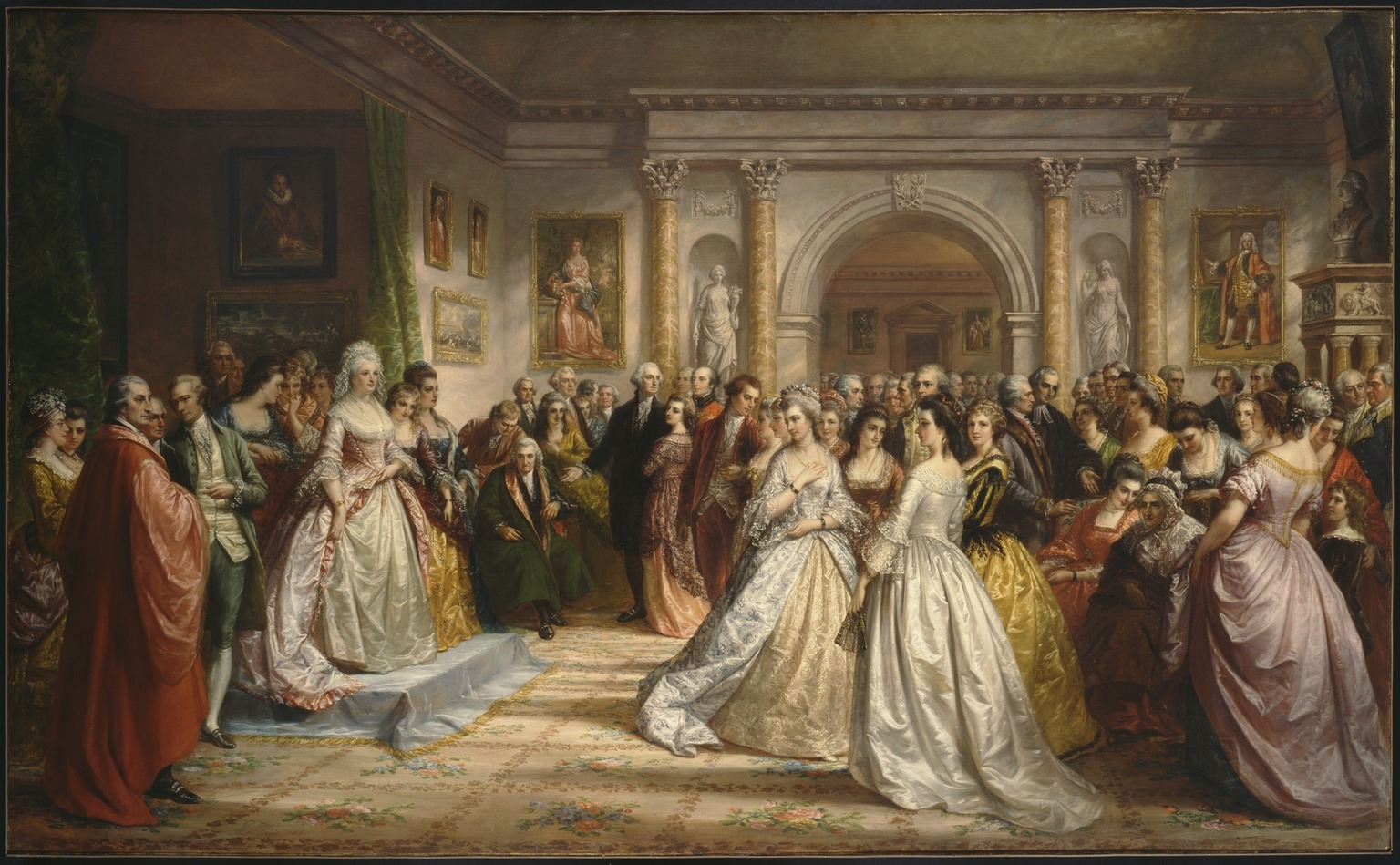
The Republican Court: Lady Washington's Reception Day, dipinto di Daniel Huntington (c. 1861). Il dipinto, seppur di fantasia, rappresenta gli interni dell'Alexander Macomb House.

Lo staff del presidente era composto da 20 persone, tra cui diversi lavoratori, servitori e schiavi (all'epoca la schiavitù era legale a New York) e lo stesso Washington aveva portato con sé 7 schiavi africani da Mount Vernon per lavorare presso di lui nella nuova casa: William Lee, Christopher Sheels, Giles, Paris, Austin, Moll e Oney Judge.
Qui vissero anche due nipoti di Martha Washington, Nelly Custis (n. 1779) e "Wash" Custis (n. 1781).
Nel luglio del 1790 venne approvato il Residence Act, la capitale nazionale venne spostata a Filadelfia, in Pennsylvania, per un periodo di 10 anni per consentire la costruzione della nuova capitale nel distretto di Columbia. Washington lasciò Macomb House il 30 agosto 1790 e fece ritorno brevemente alla sua residenza privata di Mount Vernon, fermandosi a Philadelphia per esaminare il proseguire dei lavori sulla sua nuova abitazione, la Masters–Penn–Morris House al n.190 di High Street.
Nel 1821, Macomb House venne convertita nel "Bunker's Mansion House Hotel", un noto hotel di Broadway, ma la struttura venne in seguito abbattuta.
Nel 1939, le Daughters of the Revolution eressero una targa di bronzo al n.39 di Broadway per commemorare la casa.